# Kerstnachtdienst
Een kerstnachtdienst of een nachtmis is een term voor een kerkdienst of een mis op kerstavond. Kerstnachtdienst is de protestantse term. Nachtmis is de katholieke term. Op de avond van 24 december en/of de nacht die erop volgt, wordt de liturgie gevierd ter ere van de geboorte van Jezus Christus. 
Indien de dienst enkel op de avond plaatsvindt, heet zij ook wel een kerstavonddienst. Ook wordt wel zowel een kerstavonddienst als een kerstnachtdienst afzonderlijk gevierd. In de katholieke traditie wordt een middernachtmis gevierd. Kerstavond luidt het begin in van het kerstfeest.
Al is elke christelijke kerkdienst open voor iedereen, de kerstnachtdienst en de dienst op de eerste kerstdag, 25 december, staan doorgaans extra open voor gasten. Veel mensen zijn niet gewend om door het jaar heen naar de kerk te gaan, maar willen wel de kerst in een kerk vieren. Om deze reden wordt een korte preek tijdens de dienst vaak afgestemd op mensen die weinig van het evangelie weten. Verder zijn kerken tijdens kerstnachtdiensten veelal ook voller dan tijdens gewone zondagochtenddiensten.
Vaak worden speciale koren uitgenodigd om kerstliederen te zingen tijdens kerstnachtdiensten. Voor alle kerkdiensten tijdens de kerst geldt dat kerstliederen gezongen worden.
In grote evangelicale kerken zijn de kerstnachtdiensten sinds 2000 vaak uitgegroeid tot happenings die vergelijkbaar zijn met theaterproducties die zoveel publiek trekken dat er meerdere identieke diensten achter elkaar gedraaid worden. Hierbij worden soms ook op de avond van 23 december al kerstnachtdiensten gehouden.
Een bijzondere middeleeuwse traditie bestaat nog in Palma op Mallorca en in Alghero op Sardinië: El cant de la Sibilla, ofwel de zang van de Sibille. Deze Gregoriaansachtige kerstnachtzang werd in 2010 toegevoegd aan de Representatieve lijst van het immaterieel cultureel erfgoed van de mensheid.